# Raguël
Raguël bzw. Raguel (hebräisch רְעוּאֵל Rəʿūʾēl, deutsch ‚Freund Gottes‘) ist eine Nebenfigur des deuterokanonischen bzw. apokryphen Buches Tobit im Alten Testament.
Raguël ist der Ehemann von Edna und ein Verwandter des Tobit und dessen Sohn Tobias. Raguëls Tochter Sara wird von einem Dämon geliebt, der ihr sieben Ehemänner in der jeweiligen Hochzeitsnacht getötet hat. Tobias nimmt Sara zur Frau, nachdem ihm der Erzengel Raphael einen Räucherzauber gegen den Dämon Aschmodai verraten hat. Dadurch wendet sich das Schicksal beider Familien zum Guten.